# Грабрк
45°21′ пн. ш. 15°17′ сх. д. / 45.35° пн. ш. 15.28° сх. д.
Грабрк (хорв. Grabrk) — населений пункт у Хорватії, у Карловацькій жупанії у складі громади Босилєво.

## Населення
Населення за даними перепису 2011 року становило 117 осіб.
Динаміка чисельності населення поселення: